# Александрув (Ґостинінський повіт)
Александрув (пол. Aleksandrów) — село в Польщі, у гміні Санники Ґостинінського повіту Мазовецького воєводства.
Населення — 177 осіб (2011).
У 1975-1998 роках село належало до Плоцького воєводства.

## Демографія
Демографічна структура станом на 31 березня 2011 року:
|          | Загалом | Допрацездатний вік | Працездатний вік | Постпрацездатний вік |
| -------- | ------- | ------------------ | ---------------- | -------------------- |
| Чоловіки | 86      | 15                 | 59               | 12                   |
| Жінки    | 91      | 15                 | 51               | 25                   |
| Разом    | 177     | 30                 | 110              | 37                   |